# Апаратні інтерфейси
Апаратний інтерфейс — пристрій, що перетворює сигнали і передає їх від одного компонента обладнання до іншого. А. І. визначається набором електричних зв'язків і характеристиками сигналів.
Апаратні інтерфейси існують у багатьох компонентів, таких як різні автобуси, пристрої зберігання даних, інші пристрої введення / виводу і т. д. Апаратний інтерфейс описується механічними, електричними і логічними сигналами в інтерфейсі і протоколі для секвенування їх (сигналізація). Стандартний інтерфейс, наприклад, SCSI, відокремлює розробку та впровадження обчислювальної техніки, наприклад, пристроїв введення / виводу, від проектування і впровадження інших компонентів обчислювальної системи, що дозволяє користувачам і виробникам більшу гнучкість у реалізації обчислювальних систем. Апаратні інтерфейси можуть бути паралельні з декількома електричними з'єднаннями, що несуть частини даних одночасно, або серіал, де дані передаються по одному біту за раз.
При розгляді інтерфейсів важливим параметром є пропускна здатність. Технічний прогрес приводить до неухильного зростання обсягів переданої інформації. Якщо раніше матричні принтери, що друкують в символьному режимі, могли обходитися і СОМ-портом з невисокою пропускною здатністю, то сучасним лазерних принтерів при високому дозволі не вистачає продуктивності навіть найшвидших LPT-портів. Те ж стосується і сканерів. А передача «живого» відео, навіть із застосуванням компресії, вимагає раніше немислимою пропускної здатності.
Важливий для інтерфейсу контроль достовірності передачі даних, який, на жаль, є далеко не скрізь. «Ветераном» контролю є шина SCSI з її бітом паритету (який невдачливі користувачі іноді норовлять відключити, «щоб не сбоїло»); контроль паритету застосовується і в послідовних інтерфейсах, і в шині PCI. Шина ISA в цьому плані беззахисна, як і її «нащадок» — інтерфейс ATA, в якому до UltraDMA контролю достовірності не було. У нових інтерфейсах контролю достовірності приділяється серйозна увага, оскільки вони, як правило, розраховуються на екстремальні умови роботи (високі частоти, великі відстані і перешкоди). Контроль достовірності може проводитися і на більш високих протокольних рівнях (контроль цілісності пакетів і їх полів), але на апаратному рівні він працює, природно, швидше.